# Stellera
- Commons
- Wikispecies

Stellera L. é um género botânico pertencente à família Thymelaeaceae.

## Espécies
- Stellera chamaejasme
- Stellera passerina
- «Lista completa»

## Classificação do gênero
| Sistema | Classificação                     | Referência              |
| ------- | --------------------------------- | ----------------------- |
| Linné   | Classe Octandria, ordem Monogynia | Genera plantarum (1754) |